# Nägelinskreuz

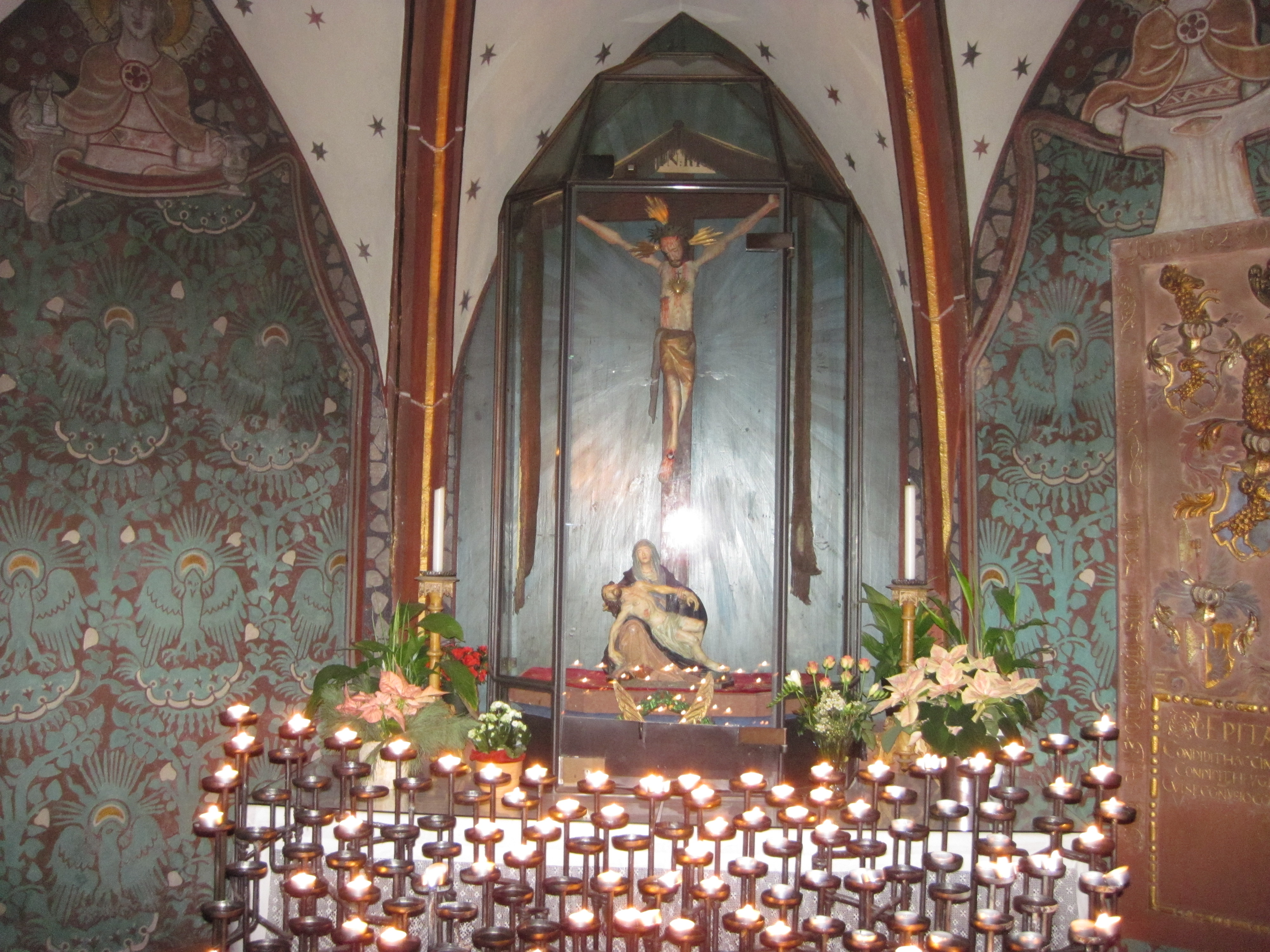
Das Nägelinskreuz - Schutzkreuz des Stadtteils Villingen

Das Villinger Nägelinskreuz ist ein Kruzifix und Gnadenbild, dem wunderbare Kräfte zugeschrieben werden, so dass es in Villingen-Schwenningen noch heute sehr verehrt wird. Es ist das Schutzkreuz Villingens, wurde um 1380 geschaffen und ist in der nördlichen Turmkapelle des Villinger Münsters zu sehen. Erstmals urkundlich erwähnt wurde das Nägelinskreuzes 1415: eine Ortsangabe nimmt darauf Bezug: „…vor dem Bickenthor hinter Nägelins Bild“.

## Ausgestaltung
Es zeigt den gekreuzigten Jesus. Seine seit dem 14. Jahrhundert belegbare Verehrung soll die Stadt vor allen Übeln bewahren. Dem Nägelinskreuz schreibt man zu, dass keine Stadtbelagerung zur Einnahme der Villinger Innenstadt führte und in den Weltkriegen keine der Innenstadtbauten zerstört wurde.
Die Skulptur ist 81 cm hoch und vollplastisch geschnitzt. Die Arme verfügen über eine Spannweite von 76 cm und sind mit Holzzapfen am Corpus befestigt. Die Metallstrahlen sind mit Schraubgewinden im Kopf verankert. Über der Seitenwunde befindet sich ein Votivherz, das durch ein Kettchen gehalten wird. Der Kreuzbalken ist eine Neuerung aus dem 17. Jahrhundert. Das Nägelinskreuz weist die typischen Merkmale der sogenannten mystischen Kruzifixe des 14. Jahrhunderts auf.

## Legende
Eine Legende aus 1659 gibt eine Erklärung für die Herkunft des Namens Nägelinskreuz. Ende des 15. Jahrhunderts soll ein Bauer aus dem Spaichingertal namens Nägelin das Kreuz unter wundersamen Umständen gefunden haben. Er wurde später sterbenskrank, soll jedoch unerklärlich genesen sein, nachdem er die Weisung erhalten habe, das Kreuz nach Villingen zu bringen, da Villingen dann durch das Kreuz von Eroberung und anderen Übeln verschont bleiben werde, nämlich vor "Glaubens-,Feuer- und Feindsgefahren". Villingen wurde 1633 bis 1634 im Dreißigjährigen Krieg von den Schweden unter Georg Friedrich vom Holtz zu Niederholz und 1703 bis 1704 während der Franzosenzeit durch diese belagert, aber nicht eingenommen.

## Standorte
Das Nägelinskreuz war bis zum Zweiten Weltkrieg das Gnadenbild der Bickenkapelle am Bahnhof. Die unmittelbar vor der Stadtmauer gelegene Kapelle wurde im Zweiten Weltkrieg zerstört. Das Nägelinskreuz fand dann seine jetzige Heimat im Münster.

## Restaurierung
Das Nägelinskreuz wurde auf Betreiben des damaligen Leiters des Stadtarchivs Dr. Josef Fuchs von 1978 bis 1982 von Irmgard Schnell restauriert, und zwar in der Fassung von 1683, also in barocker Farbigkeit. Da täglich hunderte von Kerzen zu seiner Verehrung vor ihm angezündet werden, ist es hinter einer schützenden Vitrine aufgestellt.

## Nägelinskreuz-Büchlein
Aus der Feder des Stadtpfarrers Johann Jakob Riegger stammt das um 1735 gedruckte Nägelinskreuz-Büchlein. Es ist ein Geschichts- und Andachtsbuch, von dem nur noch wenige Exemplare erhalten sind. Sein Inhalt ist von tiefer Frömmigkeit geprägt. Es zeichnet sich durch eine plastische, barocke Sprache aus.